# Djävulsbibeln

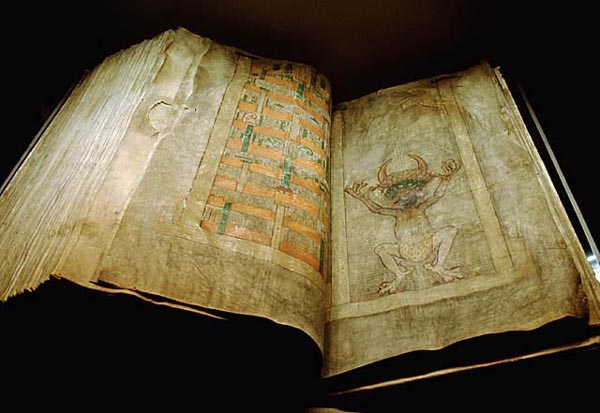
Djävulsbibeln

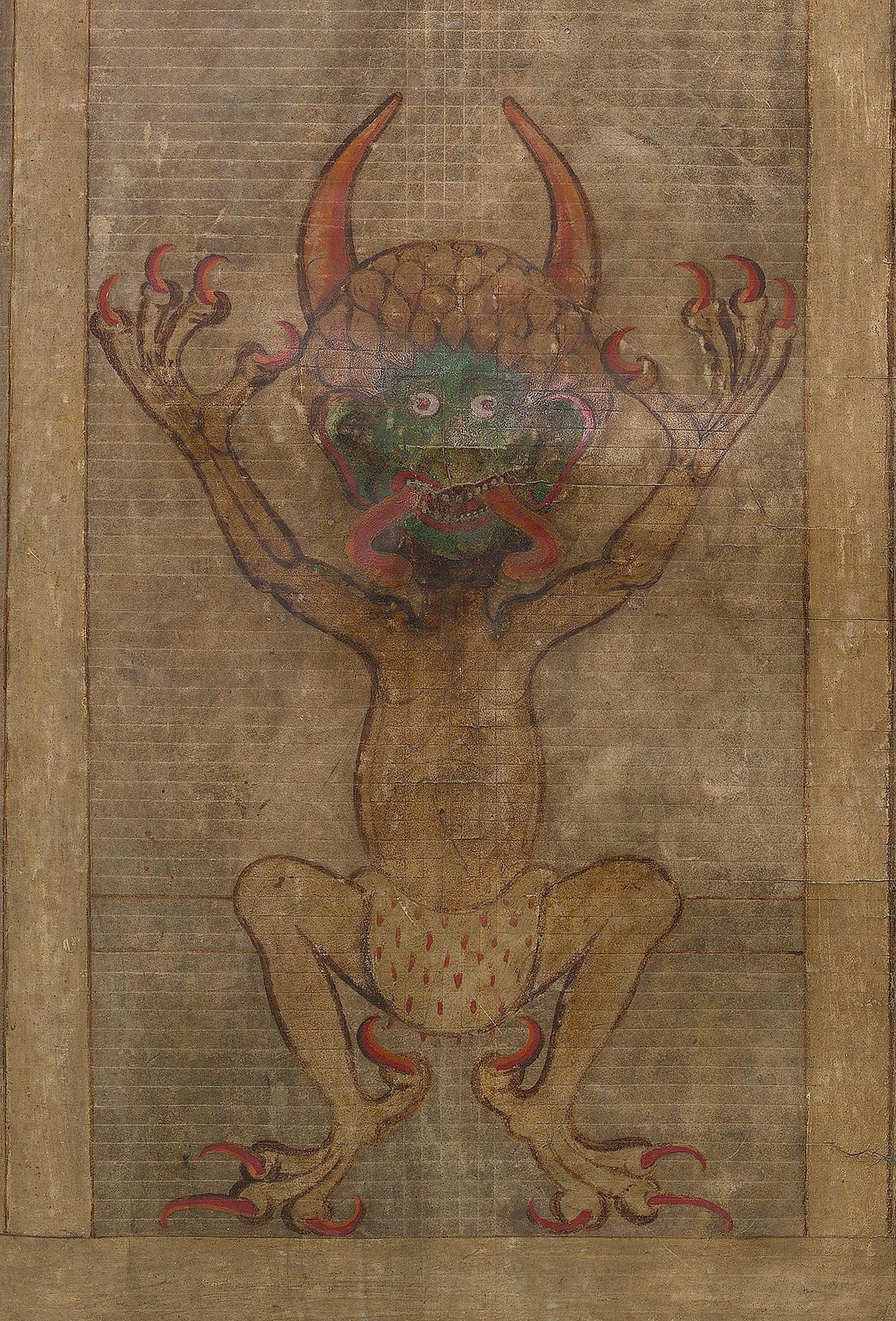
Den avbildade djävul som gett handskriften dess svenska namn.

Djävulsbibeln eller Codex Gigas är en handskrift (codex) av Bibeln som har fått sitt namn från en illustration föreställande en djävul.
Djävulsbibeln är jämte Silverbibeln Sveriges mest kända handskrift, och togs liksom Silverbibeln som krigsbyte i Prag under trettioåriga kriget år 1648. Djävulsbibelns handskriftsnummer är A 148. Den förvaras på Kungliga Biblioteket i Stockholm.

## Historia
Djävulsbibeln tillkom i Böhmen mellan 1200 och 1230, i benediktinerklostret Podlažice. Enligt sägnen skrevs Djävulsbibeln av en fängslad munk, som fick djävulens hjälp att fullborda arbetet under en natt. Podlažice förstördes på 1400-talet, och Djävulsbibeln innehåller ingen information efter 1229. Handskriften hamnade senare på Cistercienklostret Sedlec men köptes av Benidiktinklostret i Břevnov. Mellan 1477 och 1593 bevarades den i ett klosterbibliotek i Broumov fram till att den tysk-romerske kejsaren Rudolf II 1594 lånade den, utan att någonsin lämna tillbaka den. Rudolf bevarade handskriften i "Rudolphinische Kunst- und Wunderkammer" i konungaborgen Hradčany i Prag. Sverige lade beslag på handskriften 1648 under trettioåriga kriget.

## Innehåll
Det latinska namnet Codex Gigas betyder "den stora boken", och kommer av att boken är 895x490 mm och väger 75 kg; därmed förmodas handskriften vara den största bevarad från medeltiden.
Boken på cirka 600 sidor, skriven med karolingisk minuskelskrift och illuminerade initialer, innehåller förutom Gamla och Nya Testamentet historikern Flavius Josefus historia om det judiska folket och kyrkofadern Isidor av Sevillas Etymologiae, Cosmas av Prags Krönika över Böhmen (det första historieverket om Böhmen), samt flera andra medeltida handlingar, fördrag, kalendrar, förteckningar, och övriga småskrifter. Illustrationen över djävulen, som givit handskriften dess namn, finns vid en handledning i exorcism.